# Pilchowo (Police)
Pour les articles homonymes, voir Pilchowo.
Pilchowo est une localité polonaise située dans la gmina mixte et le powiat de Police en voïvodie de Poméranie-Occidentale. Elle se situe à environ 13 km au nord de la capitale régionale Szczecin. Sa population est de 1 284 habitants.

## Géographie

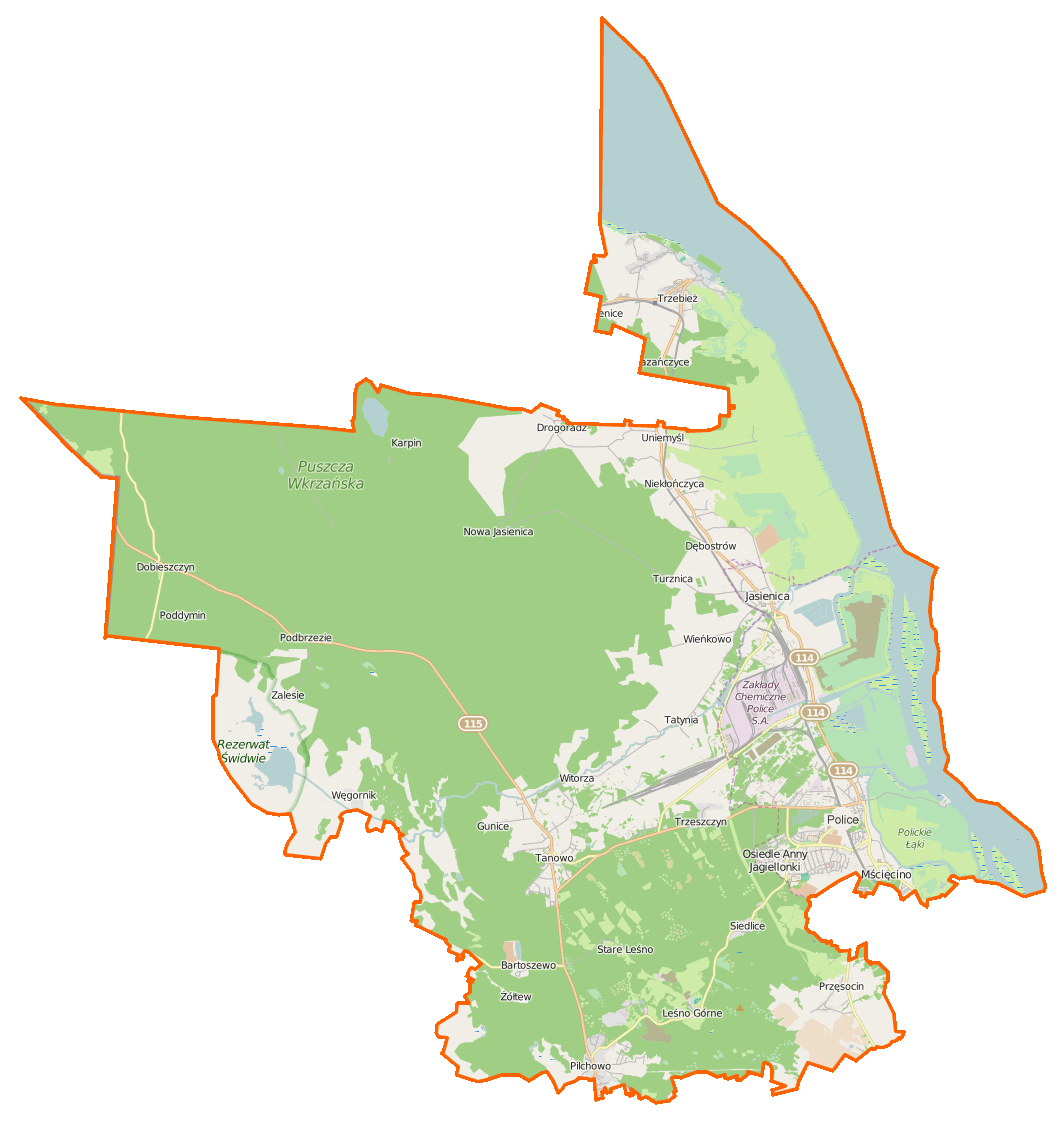
Carte de la gmina de Police.